# تگزاس رودهاوس
تگزاس رودهاوس (انگلیسی: Texas Roadhouse) شرکت رستوران‌های زنجیره‌ای آمریکایی است، که در سال ۱۹۹۳ توسط واین کنت تایلر تأسیس شد.